# Лампорекио
Лампорѐкио (на италиански: Lamporecchio) е град и община в Централна Италия, провинция Пистоя, регион Тоскана. Разположен на 56 m надморска височина. Населението на общината е 7493 души (към 2018 г.).